# Murder: By Reason of Insanity
Murder: By Reason of Insanity (titulado: Asesinato por demencia, Asesinato por causa de demencia o Muerte por locura en España) es un telefilme estadounidense de drama y crimen de 1985, dirigido por Anthony Page, escrito por Scott Swanton y basado en un artículo de Marilyn Goldstein, musicalizado por John Cacavas, en la fotografía estuvo Alexander Gruszynski y los protagonistas son Candice Bergen, Jürgen Prochnow y Hector Elizondo, entre otros. Este largometraje fue producido por 20th Century Fox Television, CBS Entertainment Production y Schiller Productions Inc.; se estrenó el 1 de octubre de 1985.

## Sinopsis
Un matrimonio de Polonia emigra a Estados Unidos, pero las cosas no marchan tan bien como pensaban. El negocio del esposo no tiene éxito, pero a su pareja le va bien con su carrera.